# Club de moteros

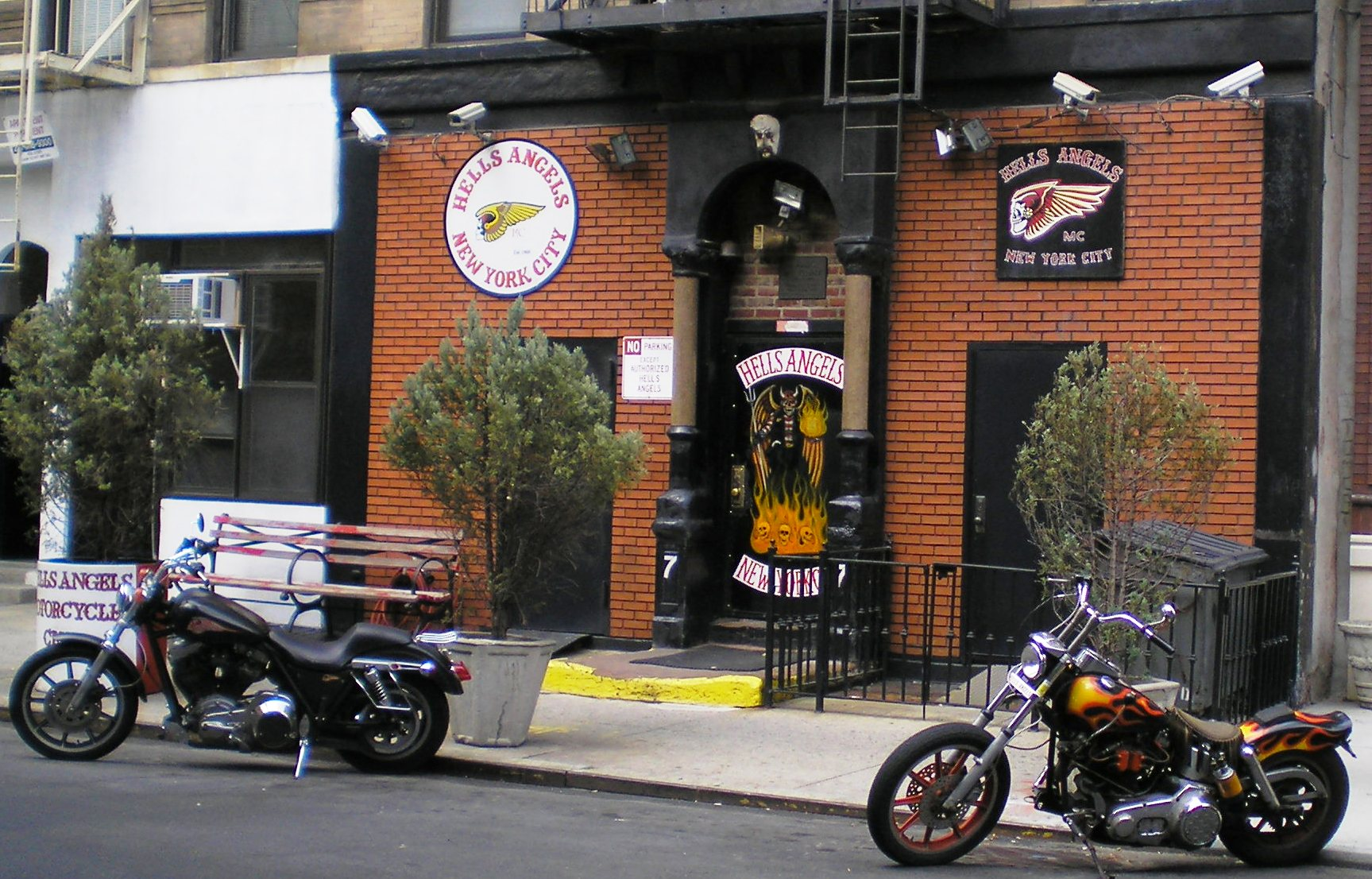
Hells Angels en la ciudad de Nueva York.

Un club de moteros (motorcycle club en inglés), club de motociclistas, moto club o club de motoqueros es un grupo de individuos asociados por compartir principal y mutuo interés por las motocicletas y las actividades relacionadas con estas. 
En Estados Unidos la abreviatura MC, o MCC, está habitualmente reservada para referirse a clubs pertenecientes a las subculturas outlaw (fuera de la ley en inglés), también llamados one percenter, y para reconocerse entre los miembros de estos. La pertenencia a uno de estos clubs se indica vistiendo el parche motero, o parche en 3 partes, en la espalda de la chaqueta o el chaleco del club. Ser un club outlaw o un one percenter puede significar simplemente que el club no pertenece a la American Motorcyclist Association, lo que implica un rechazo radical a la autoridad y la adopción del estilo de vida motero definido y popularizado desde los años cincuenta y representado por medios de comunicación como la revista estadounidense Easyriders y la obra del pintor David Mann, entre otros. En algunos casos este significado de outlaw se solapa con el significado usual del término ya que muchos de estos clubes, o parte de sus miembros, son reconocidos por las autoridades por participar en el crimen organizado.

## Tipos de clubs, grupos y organizaciones

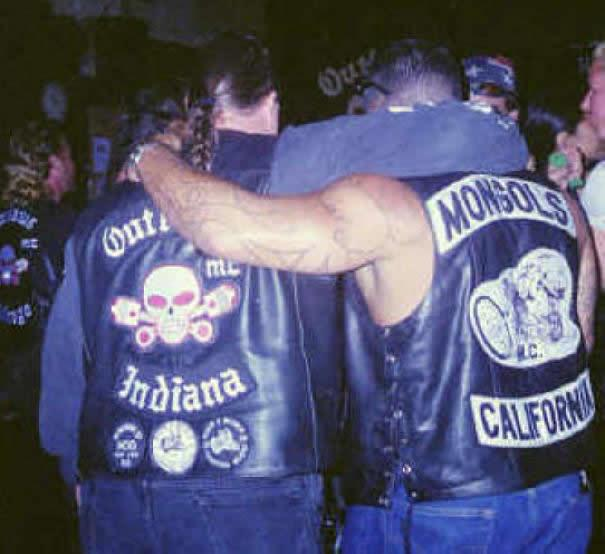
Miembros de los Mongols y Outlaws mostrando sus chalecos

Los clubs de moteros varían mucho en sus objetivos y organización: 
El término biker (motociclista en inglés) se refiere usualmente a una subcultura relacionada alrededor del motociclismo no deportivo, también conocido como motorcycle club, clubes motociclistas, motociclismo pandillero, pandillas motociclistas, etc., y que incluye desde los informales riding clubs (peñas, asociaciones, custom club,  moto group, moto family) hasta los más organizados motor clubs (MC) . Algunos MC incluso son relacionados con actividades de pandillas criminales que se involucran en actividades delictivas. También denominadas 1% por ser una minoría dentro de la cultura biker, al oponerse o segregarse al común de las normas o costumbres que esta cultura suele mantener. Usualmente pero no exclusivamente son rockeros o metaleros y tienden a escuchar rock clásico, heavy metal, hardrock y otros géneros similares, así como a utilizar indumentaria características (pantalones, chaquetas y chalecos de cuero o mezclilla y bandanas, así como ropa sexualmente provocativa en las mujeres), conducir motocicletas pandilleras como la Harley Davidson y se les asocia con la cultura de la rebelión, la libertad sin límites y la anarquía.

## Moto clubs
A diferencia de un riding club (grupo informal de motociclistas no deportivos que se reúne para pasear) los motor club son considerablemente más organizados y tienen una junta directiva conformada por un presidente, vicepresidente, tesorero, capitán de ruta y sargento de armas electos democráticamente entre los miembros plenos. Para ser miembro primero debe tenerse un padrino dentro del club que apadrine la solicitud, formar parte del club durante un largo tiempo solo como prospecto, hasta que se le permita el acceso pleno, tras lo cual el nuevo miembro realiza un juramento de lealtad absoluta al club. La mayoría de los clubes tienen una estricta jerarquía. Muy frecuentemente cada club tiene una indumentaria característica que incluye chalecos con parches representativos del club, que nadie puede tocar ni usar, excepto la pareja formal del biker la cual solo puede tocarlo pero no usarlo.
Usualmente las mujeres son admitidas como miembros pero difícilmente acceden a cargos de junta directiva, aunque a la esposa o novia del presidente se le suele permitir participar como observadora en las reuniones de junta. Existen motor clubs femeninos en donde las mujeres pueden ejercer todos los cargos de junta directiva.
Cuando salen de viaje los MC, la ruta es delineada por el capitán de ruta, el presidente siempre encabeza la caravana franqueado por el resto de la junta directiva, luego los demás miembros hasta los prospectos al final.
Por otro lado, un Riding Club es sencillamente un grupo de motocilistas que no tienen normas ni reglas y sencillamente se dedican a viajar en moto conjuntamente.

## Los 1%

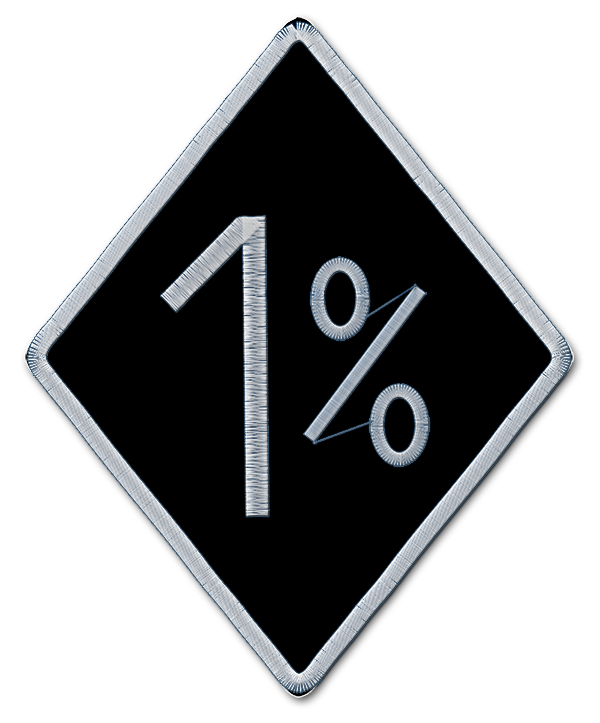
Parche que algunos grupos 1% utilizan para identificarse.

El término 1% suele referirse a los motor clubs criminales, cuyos miembros frecuentemente se ven involucrados en diversos delitos como asesinatos, vandalismo, violación  y abuso sexual, robo, tráfico de drogas, extorsión, proxenetismo, prostitución (por parte de los miembros femeninos), tráfico sexual y violencia. Se acuñó a partir del Motín Hollister ocurrido en la localidad del mismo nombre en California, Estados Unidos, 1947, y que consistió en un violento motín de varios días presuntamente generado por bikers. La Asociación Americana de Motociclismo condenó el evento y aseguró que el 99% de los bikers eran personas respetuosas de la ley. Se cree que de allí devino el término aunque en la actualidad existen numerosos grupos parte del 1% que condenan este tipo de actividad recuperando únicamente su actitud de «ser el 1% que está fuera de la sociedad».
Los grupos 1% aún considerados pandillas criminales en todo el sentido de la palabra, cuyo ingreso es restringido y cuya salida es imposible salvo con la muerte. Muy frecuentemente encabezan violentas guerras entre pandillas rivales, controlan territorios y son aliados de grupos mafiosos. Escasas estas agrupaciones en la época actual, pero todavía observadas con prudencia e incluso respeto debido a su origen histórico.
Se debe tomar en cuenta que agrupaciones dentro del 1% persiguen o mantienen también otros objetivos, como la hermandad y fomentar el respeto dentro de sus actividades. No dejan de mantenerse al margen de la cultura y norma social, pero se integran con ella en la base de respeto: «Yo no inicio una pelea, pero sí la termino...», entre otras que no son sino reflejo de valores laterales existentes («It's one in all and all in one. If you don't think this way then walk away. Because you are a citizen and don't belong with us». Uno para todos y todos para uno, si no estás de acuerdo entonces sigue tu camino. Eres solo un ciudadano y no perteneces aquí).
Las guerras entre pandillas biker pueden ser muy violentas y a menudo incluyen el asesinato de miembros rivales de forma violenta e incluso la violación y posterior asesinato de las mujeres miembro en caso de ser tomados prisioneras, destrucción de la propiedad y masacres, como por ejemplo lo fueron la Guerra Biker de Quebec (1994-2002) en Canadá, la Gran Guerra Nórdica Biker (1992-1997), que abarcó Suecia, Finlandia, Noruega y Dinamarca, la Masacre de Milperra en Australia cometida por el grupo biker australiano Comancheros contra sus rivales Bandidos en 1984, el tiroteo entre Mongoles y Hells Angels en Laughlin, Nevada, en el 2002, etc.

## Organización por afinidad étnica
Muchos grupos, especialmente del 1%, tienen algunos miembros racistas, así por ejemplo la membresía de los Hells Angels está limitada a blancos (sean latinoamericanos o no) y mestizos latinoamericanos pero no admite negros en sus filas (aunque sí tienen una relación cercana con el club afroamericano East Bay Dragons). Igualmente la parafernalia de los Pagans MC hace referencia al paganismo europeo y otros motor clubs como los Mongols, Bandidos MC y Vagos (a pesar de usar como símbolo en su parche al dios nórdico Loki) también son grupos mixtos que admiten latinoamericanos mestizos y blancos (sin importar su nacionalidad), pero no aceptan negros.
En realidad, estos clubes de bikers reflejan la segregación racial entre estadounidenses blancos y latinos vs. afroamericanos que existía en el ejército de EE. UU. antes de la Guerra de Vietnam.
La mayoría de los grupos del 1% y algunos MC no son homofóbicos pero por lo general no admitirían homosexuales en sus filas, más por motivos culturales y educativos - en EEUU pertenecen a los grupos más conservadores,religiosas y tradicionales, y eso no les da opción a aceptar o mucha relevancia a otras conductas sexuales, salvo la más común y tradicional: heterosexualidad -aunque tienden a ser más tolerantes con los bisexuales si son varoniles y rudos en su comportamiento. Sin embargo, esto también va cambiando desde los 80's, y la influencia de grupos de rock, entre cuyas filas hay personas que son homosexuales. Y no existe ningún tipo de problema ni conflicto por ello. De hecho, en los 50's hubo uno de los mejores músicos de ROCK'N'ROLL y R&B de la época llamado: Litte Richard. Y fue mucho más aceptado por la juventud rebelde y los primeros biker, que incluso, dentro de su propia comunidad. Esto de la homosexualidad, lesbianismo, etc...No es algo que se pueda considerar importante o determinante, para ser parte de un MC o relacionarse con "ellos". Hay gente que no aceptan a otras, por racismo, ideologías, religión , política , sexualidad , etc...pero son una mínima parte. Hay más prejuicios "oficiales" que los que realmente implican a los Mcs.

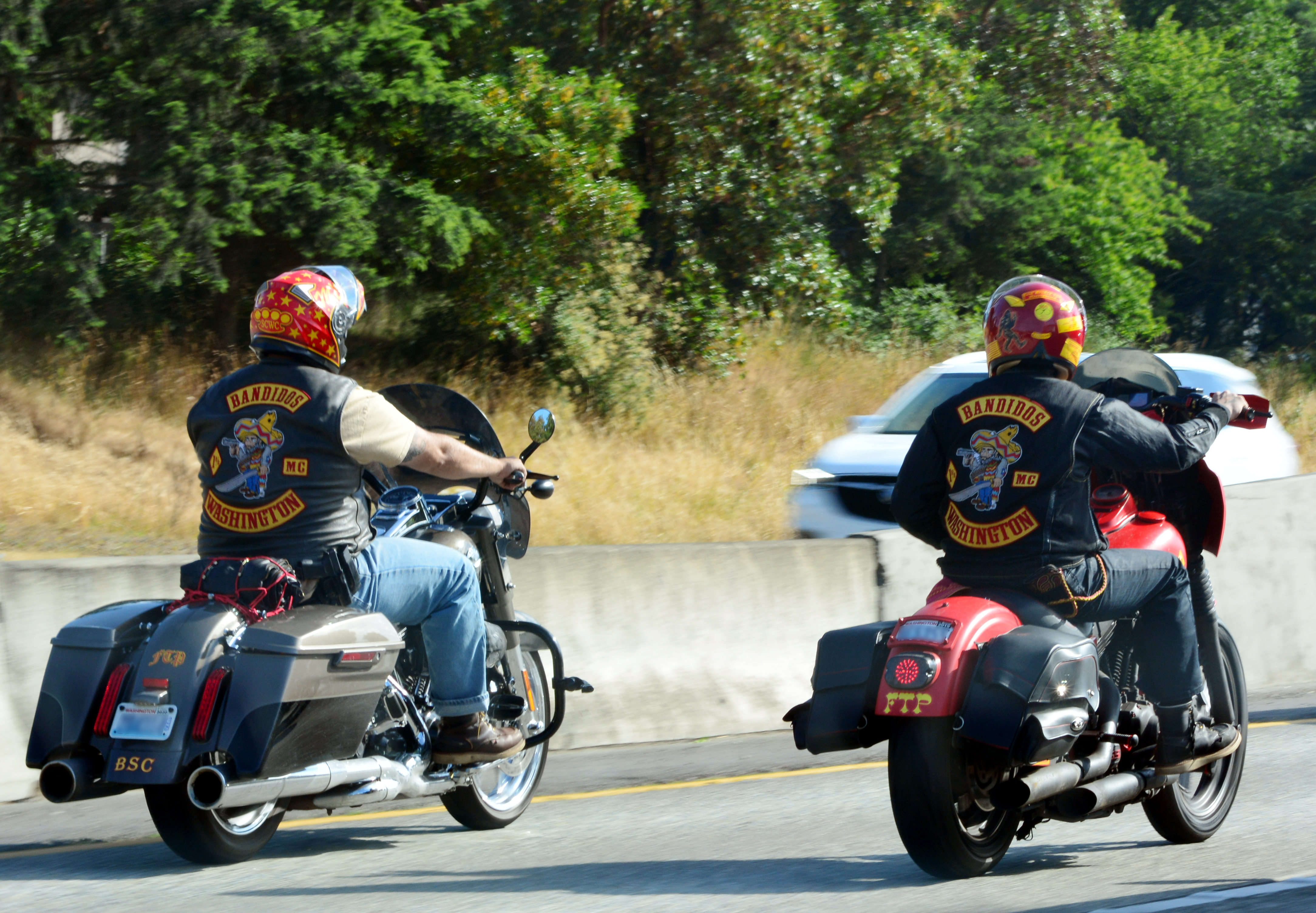
Miembros de los BANDIDOS MC en Washington

### Lista de grupos del 1%
| Nombre                             | Año de fundación | Ciudad de fundación                                |
| ---------------------------------- | ---------------- | -------------------------------------------------- |
| Chaquetas Negras Pandilla          | 1995             | Santiago, Chile                                    |
| Abutres MC                         | 1989             | Sao Paulo, Brasil                                  |
| Bandidos MC                        | 1966             | San Leon, Texas, Estados Unidos                    |
| BarHoppers                         | 1962             | Merced County, California, Estados Unidos, México  |
| Blue Angels                        | 1963             | Glasgow, Escocia                                   |
| Boozefighters                      | 1946             | California, Estados Unidos                         |
| Centuriones                        | 1969 - 1988      | España                                             |
| Comanchero MC                      | 1973             | Australia                                          |
| Fugitivos (MC)                     | 2015             | España                                             |
| Gremium MC                         | 1972             | Germany                                            |
| Hells Angels                       | 1948             | Fontana, California, Estados Unidos                |
| Henchmen                           | 1998             | Livermore, California, Estados Unidos              |
| Lobos Negros                       | 1977             | URSS, Federación Rusa                              |
| Jaguars MC                         | 1984             | España                                             |
| Jinetes Del Asfalto MC             | 1993             | Buenos Aires, Argentina                            |
| Kinfolk                            | 2016             | Texas, Estados Unidos                              |
| Mongols                            | 1972             | Montebello, California, Estados Unidos             |
| Outlaws                            | 1935             | McCook, Illinois, Estados Unidos                   |
| Orkos MC                           | 2008             | España, México                                     |
| Pagans                             | 1959             | Prince George's County, Maryland, Estados Unidos   |
| Pissed Off Bastards of Bloomington | 1946             | Fontana, California, Estados Unidos                |
| Rockers                            | 1992             | Montreal, Quebec, Canadá                           |
| Popeyes                            | 1965             | Montreal, Quebec, Canadá                           |
| Rainbow Alliance                   | 1971             | San Francisco, California, Estados Unidos          |
| Rebels MC                          | 1969             | Australia                                          |
| Ruckus Fucks                       |                  | Oregón, Estados Unidos                             |
| Saqras MC                          | 2015             | Cusco, Perú                                        |
| Saraguay Troopers                  |                  | Montreal, Quebec, Canadá                           |
| Satan's Choice                     | 1965             | Canadá                                             |
| Satan's Sidekicks                  | 1970             | Detroit, Míchigan, Estados Unidos                  |
| Satan's Slaves                     | 1968             | Escocia, Reino Unido                               |
| Sinners                            |                  | Edmonton, Alberta, Canadá                          |
| Spokesmen                          |                  | Saskatoon, Saskatchewan, Canadá                    |
| The Finks                          | 1969             | Australia                                          |
| Top Hatters Motorcycle Club        | 1947             | Hollister, California, Estados Unidos              |
| Unforgiven                         |                  | South Pekin, Illinois, Estados Unidos              |
| Vagos MC                           | 1960             | San Bernardino, California, Estados Unidos, México |
| Warlocks                           | 1967             | Florida, Estados Unidos                            |
| 69'ers                             | 1960             | Brooklyn, Nueva York, Estados Unidos               |

## Organización internacional

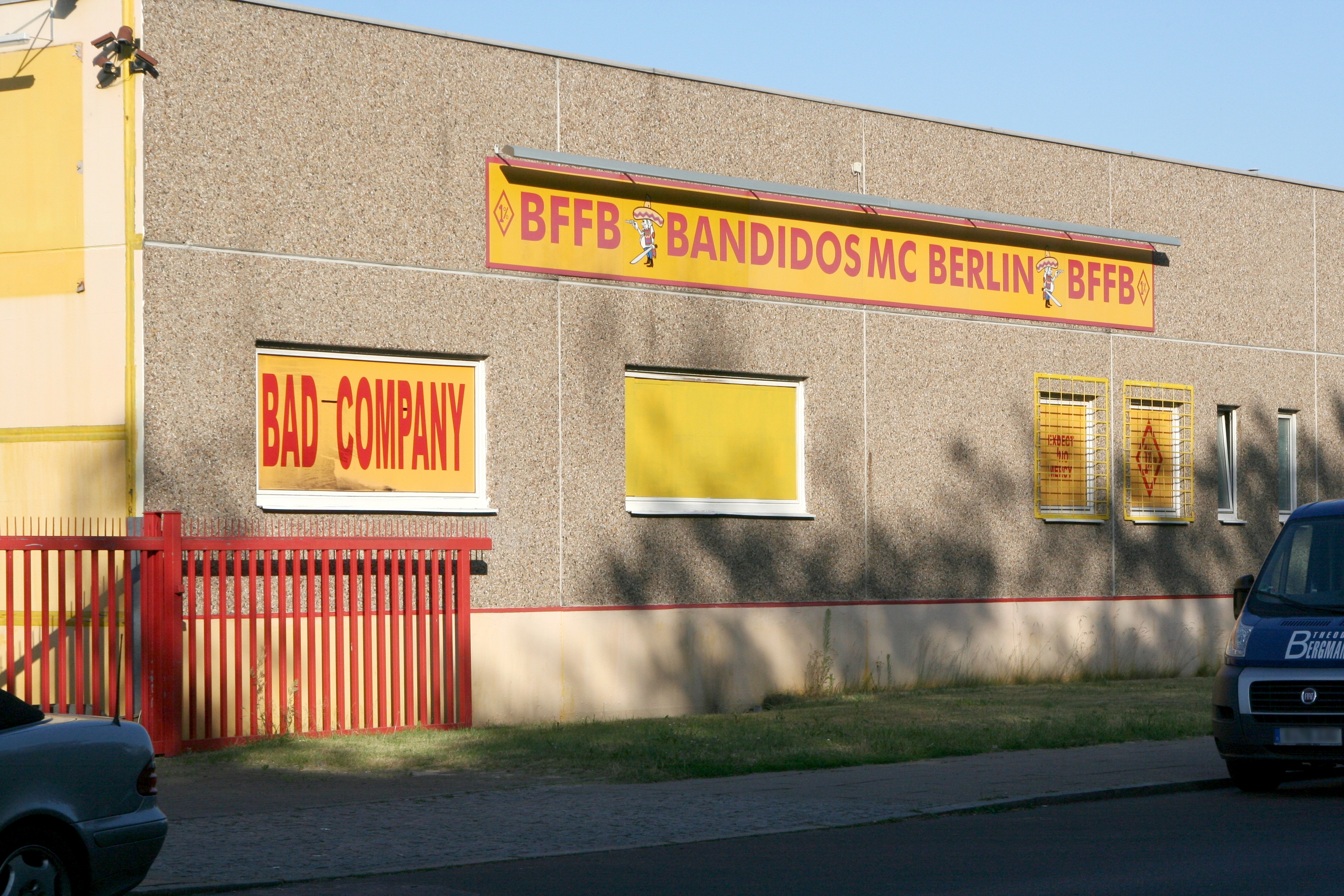
Sede de los BANDIDOS MC en Berlín

Las pandillas de bikers se extienden transfronterizamente abarcando muchos países, así por ejemplo, el club de los BANDIDOS MC tiene bases en Estados Unidos, Canadá, México, Italia, Ecuador y Suecia.  tienen bases en Australia, España, Bélgica, Ecuador, Canadá, Costa Rica, Honduras, Nicaragua, Dinamarca, Inglaterra, Finlandia, Francia, Alemania, Italia, Luxemburgo, Malasia, Noruega, Singapur, Suecia, Tailandia y Estados Unidos. Sus aliados de BANDIDOS MC 1%ER (SUPPORT) siempre se encuentran conjuntamente con bases de BANDIDOS MC, cabe recalcar que el crecimiento del club y sus aliados está en constante avance por el mundo,   
Los Hells Angels por otra parte, son exclusivamente anglosajones y latinos y su territorio se extiende por Norteamérica y Sudamérica, Australia, Nueva Zelanda, pequeñas partes de  Europa, Sudáfrica y Rusia.
La pandilla de los Outlaws se encuentra en Estados Unidos, Inglaterra, Gales, Irlanda, Italia, Suecia, Alemania, Polonia, España, Japón, Rusia, Filipinas, Nueva Zelanda, Australia, Canadá y Tailandia.
Los Lobos Nocturnos fueron fundados en 1989 en Moscú, Rusia.

## Indumentaria y cultura

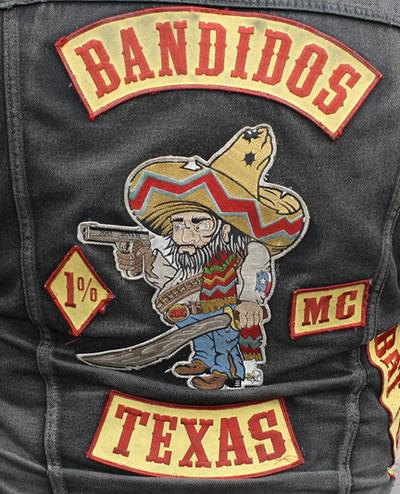
Ejemplo de chaqueta con el logo BANDIDOS MC 1%

Si bien la indumentaria puede variar de un MC a otro, frecuentemente incluye; botas, vaqueros o pantalones de cuero, chaquetas de mezclilla o de cuero, chalecos, guantes de motociclismo, cascos, bandanas, lentes oscuros, cadenas, etc. en los hombres, la ropa en la mujer es similar aunque usualmente utilizan camisetas top o sin mangas, ajustadas, y en algunos casos minifaldas. Los tatuajes son comunes, así como el uso de barba y/o pelo largo en el hombre
Generalmente los bikers escuchan música rock, muy frecuentemente de tipo heavy metal, hardrock y rock clásico.
La motocicleta favorita de casi todos los bikers es la Harley Davidson, aunque en general se puede utilizar casi cualquier moto del llamado tipo custom.

## Cultura popular
La película Hell's Angels fue una de las primeras en tratar el tema de las pandillas motociclistas, así como The Wild One con Marlon Brando.
En la teleserie Oz, los biker son uno de los grupos de la prisión, aliado a la pandilla neonazi Hermandad Aria.
La serie de televisión Sons of Anarchy gira en torno a las vicisitudes de un grupo de moteros del pueblo ficticio de Charming (California)
El personaje de Lobo (cómic) en el universo de la DC Comics está basado, entre otras cosas, en los bikers.
En la saga de videojuegos Pokémon, los miembros de las bandas de moteros son un tipo de entrenadores rivales que el jugador enfrenta en su aventura. Los hay con la estética de Motorista (con pelo puntiagudo) y Calvo. Al encontrar al jugador, le suelen hablar de su estilo de vida rebelde y en ocasiones le amenazan con quitarle su bicicleta o todo su dinero si pierde el combate.